# Fokker B-Typen
Die Fokker B-Typen waren Mehrzweckflugzeuge der deutschen und österreichisch-ungarischen Luftstreitkräfte im Ersten Weltkrieg.

## Fokker M.7
Der holländische Flugpionier Anton Fokker war bis 1914 eher als Konstrukteur von Eindeckerflugzeugen bekannt. Nachdem im Juni 1914 der Prototyp des zweisitzigen Hochdeckers Fokker M.6 zu Bruch gegangen war, beauftragte er jedoch seinen Chefingenieur Martin Kreutzer auch mit dem Bau zweisitziger Doppeldecker, die für die deutsche Kaiserliche Marine vorgesehen waren.
Der erste Typ dieser Reihe war der Fokker M.7, ein Anderthalbdecker angetrieben von einem 80 PS Oberursel U.0-Umlaufmotor mit sieben Zylindern, mit verkürzten unteren Tragflächen und der geschweißten Stahlrohr-Rumpf- und Fahrgestellkonstruktion des Fokker M.5-Eindeckers, militärische Bezeichnung Fokker A.I. Der M.7 wurde dagegen als unbewaffneter zweisitziger Doppeldecker unter der militärischen Klasse der B-Typen geführt, bei denen, wie damals noch allgemein üblich, der Sitz des Beobachters vorn und dahinter der des Flugzeugführers eingebaut waren. Allerdings war bei Schulflugzeugen der Einbau von Steuerknüppeln für beide Besatzungsmitglieder möglich.
Da sich die Herstellung des Prototyps zugunsten der vorrangigen Lieferung von Eindeckern verzögerte, verspätete sich der Erstflug des M.7 bis Januar 1915. Trotz erfolgreicher Erprobung kam es später wiederholt zu Bruch bei den militärischen Flugzeugabnahmetests, was auf Fertigungsmängel zurückgeführt wurde. Die nachfolgende Verstärkung der Konstruktion führte allerdings zu Einbußen bei den Flugleistungen.
Eine erste Serie von zehn Fokker B wurde hergestellt, drei gingen an die Fliegertruppe, sieben an die Kaiserliche Marine, welche später weitere zehn bestellte. Eine dieser Maschinen wurde versuchsweise zum Wasserflugzeug umgebaut, nach erfolglosen Tests wurde das durch die Holzschwimmer zu schwer gewordene Flugzeug jedoch wieder umgerüstet und an die Marine-Landfliegerabteilung in Berlin-Johannisthal zur Flugzeugführerausbildung abgegeben. Während die Marine ihre Fokker B auch für Aufklärungseinsätze verwendete, setzte die Fliegertruppe ihre nur für Schulzwecke ein. Auch die österreichisch-ungarischen K.u.k. Luftfahrtruppen bestellten 15 Fokker B.I, die unter dem Kennzeichen 03 registriert wurden.

## Fokker M.9
Der M.9 wurde als dreisitziges Kampfflugzeug unter der Bezeichnung Fokker K.I mit zwei voneinander getrennten Leitwerken gebaut. Es handelte sich um eine sehr ungewöhnliche Konstruktion: In der mittleren Gondel saß der Pilot zwischen zwei 80 PS Oberursel U.0-Motoren, von denen der vordere einen Zug-, der hintere einen Druckpropeller antrieb. Rechts und links der Piloten- und Motorgondel war jeweils ein umgebauter M.7/10-Rumpf mit Heckleitwerk montiert, in dessen Bug statt des Motors je ein MG-Stand für einen Fliegerschützen eingebaut war. Das Flugzeug kam nicht über das Stadium des Prototyps hinaus.

## Fokker M.10
Der ebenfalls zweisitzige Fokker M 10 wurde als echter Doppeldecker mit gleich langen Tragflächen  gebaut. Eine erste M.10 (Nummer 03.61) wurde ab 1916 an die K.u.K. Luftfahrtruppen geliefert und für Tests für den Bordwaffeneinbau verwendet. Da sich Lieferung von Motoren verzögerte, folgten die übrigen 20 Flugzeuge erst im Laufe August–September, und zwar in den Versionen Fokker B.I oder Fokker M 10E („einstielig“) mit 80 PS Oberursel U.0-Motor und Fokker B.II oder Fokker M 10Z („zweistielig“) mit 100 PS Oberursel U.1-Motor, der jedoch auch bei früheren Typen nachgerüstet wurde.
Die Fokker B-Typen wurden bei den k.u.k. Fliegerkompanien (Flik) 6 an der Ostfront, 14, 25 und 27 am Isonzo 6, 8, 12 und 19 in Kärnten, 16 und 17 in Tirol sowie bei den drei Fliegerersatzabteilungen (Flek) 4, 6 und 8 bis Kriegsende zur Pilotenausbildung eingesetzt.

## Technische Daten
| Kenngröße                 | Fokker B/M.7                  | Fokker K.I/M.9                  | Fokker B.I-II/M.10           |
| ------------------------- | ----------------------------- | ------------------------------- | ---------------------------- |
| Baujahr                   | 1915                          | 1916                            | 1916                         |
| Einsatzzweck              | Aufklärer                     | Kampfflugzeug                   | Aufklärer/Schulflugzeug      |
| Länge                     | 7,49 m                        |                                 | 7,49 m                       |
| Spannweite                | 11,70 m (oben) 7,20 m (unten) |                                 | 11,30 m                      |
| Höhe                      | 2,90 m                        |                                 | 2,50 m                       |
| Flügelfläche              | 27,6 m²                       |                                 | 27,6 m²                      |
| Leermasse                 | 380 kg                        |                                 | 409 kg                       |
| Startmasse                | 679 kg                        |                                 | 712 kg                       |
| luftgekühlter Umlaufmotor | 80 PS (59 kW) Oberursel U.0   | 2 × 80 PS (59 kW) Oberursel U.0 | 100 PS (74 kW) Oberursel U.1 |
| Höchstgeschwindigkeit     | 130 km/h                      |                                 | 130 km/h                     |
| Dienstgipfelhöhe          | 3000 m                        |                                 | 3000 m                       |
| Flugdauer                 | 1 h                           |                                 |                              |
| Bewaffnung                |                               | 2 MG 08/15                      |                              |
| Besatzung                 | 2                             | 3                               | 2                            |